# Cliff Hanley
Pour les articles homonymes, voir Clark et Hanley (homonymie).
Clifford Leonard Clark Hanley (28 octobre 1922 - 9 août 1999) était un journaliste, écrivain et animateur de télévision écossais de la ville de Glasgow. Originaire de Shettleston (en), il étudia à la Eastbank Academy (en).
Il a écrit de nombreux livres, dont Dancing in the Street, des souvenirs du début de sa vie à Glasgow, The Taste of Too Much, un roman semi-autobiographique à propos d'un lycéen, et The Scots. Pendant les années 1960 et 1970, il a également publié des thrillers sous le nom de plume Henry Calvin.
Cliff Hanley a également écrit les paroles de la chanson Scotland the Brave, l'un des hymnes nationaux officieux de l'Écosse.

## Sources
- (en) Cet article est partiellement ou en totalité issu de l’article de Wikipédia en anglais intitulé « Cliff Hanley » (voir la liste des auteurs).